# Митчелл, Артур
Артур Митчелл (англ. Arthur Mitchell; 27 марта 1934 — 19 сентября 2018) — американский танцор и хореограф, открывший балетную школу в Гарлеме и создавший первую афро-американскую балетную труппу Театр танца Гарлема (англ. Dance Theatre of Harlem). Удостоен Стипендии Мак-Артура, входит в Зал славы Национального музея танца (англ. National Museum of Dance and Hall of Fame), награждён Национальной медалью искусств (США).

## Ранние годы
У своих родителей Артур Митчелл был одним из четырёх детей. Он вырос на улицах Гарлема, района Нью-Йорк, населённого преимущественно афроамериканцами. Когда Артуру было 12 лет, его отец попал в тюрьму, оставив подростка главой семейства. Артур был вынужден работать, чтобы обеспечивать семью: он чистил обувь, мыл полы, разносил газеты и помогал в мясной лавке. Несмотря на честность и благоразумие, Митчелл оказался в уличной банде, но он не оставлял попыток выбраться из своего района.
Школьный консультант, заметив в Артуре талант к танцам, посоветовал ему попробовать поступить в школу искусств. Артур согласился с предложением и решил посвятить себя классическому балету. Окончив школу в начале 1950-х, Митчелл выиграл танцевальную награду и право продолжить обучение в Школе американского балета (англ. School of American Ballet), связанной с Нью-Йорк Сити балет. Помимо этого в 1954 году Митчелл сыграл в мюзикле House of Flowers, где его партнёрами были Джоффри Холдер, Элвин Эйли и Перл Бэйли.

## Карьера в Нью-Йорк Сити балет
В 1955 году Митчелл дебютировал в составе Нью-Йорк Сити балет, получив роль в Western Symphony. Он стал первым афроамериканцем в труппе. В 1956 году он стал солистом и принял участие во всех крупных постановках, включая «Сон в летнюю ночь», «Щелкунчик», «Бугаку», «Агон» и «Аркада». До 1970 года Артур Митчелл оставался единственным чернокожим танцором в Нью-Йорк Сити балет. Хореограф и директор труппы Джордж Баланчин специально для Митчела и его партнёрши Дианы Адамс создал па-де-дё в балете «Агон». Несмотря на то, что Митчелл выступал с белыми партнёрами по всему миру, он не появлялся на коммерческом телевидении США до 1965 года, поскольку для южных штатов это было неприемлемо.
Митчелл покинул Нью-Йорк Сити балет в 1966, чтобы выступить в нескольких бродвейских шоу. Он также создал балетные труппы в Сполето, Вашингтоне и Бразилии. Последняя стала Национальным балетом Бразилии.

## Театр танца Гарлема
После гибели Мартина Лютера Кинга в 1968 году, Митчелл вернулся в Гарлем, полный решимости предоставить детям района доступ к балету. Год спустя вместе учителем Карелом Шуком он создал школу классического балета. Митчелл вложил в дело 25000 долларов собственных денег. Ещё через год школа получила 315000 долларов в виде гранта от Фонда Форда. Театр танца Гарлема (англ. Dance Theatre of Harlem) открылся в 1969 году, собрав 30 детей в подвале церкви, в районе, где практически никто не развивал таланты и творчество. Через два месяца в классах занималось 400 детей, а через два года они смогли представить первые спектакли как профессиональный коллектив.
Театр танца стал настоящим прорывам для тех, кто хотел заниматься балетом, музыкой и другими сходными искусствами. Школа насчитывает множество выпускников, добившихся успеха в шоу-бизнесе как исполнители, постановщики или технический персонал. Таким образом Театр танца Гарлема сломал прежние стереотипы и открыл новые границы мира классического танца.

## Награды и премии
Артур митчелл отмечен многочисленными премиями и наградами, среди них:
- 1993 — Kennedy Center Honors, один из самых молодых лауреатов[7]
- 1994 — Стипендия Мак-Артура
- 1995 — Национальная медаль искусств, награду вручил президент США
- 1999 — включён в Зал славы Национального музея танца
- 2001 — Премия Хайнца[8]
- 2005 — Премия Фонда Флетчера
- 2006 — торжественный обед в Белом доме в честь Артура Митчелла и Театра танца Гарлема

Помимо этого, Митчелл избран почетным доктором нескольких ведущих университетов, а также награждён премиями организаций города Нью-Йорка.